# Kheskok
Kheskok (persiska: خِسُك, خُسكَك, خُسُك, خسکک) är en ort i Iran.   Den ligger i provinsen Yazd, i den centrala delen av landet, 500 km sydost om huvudstaden Teheran. Kheskok ligger 2 547 meter över havet och antalet invånare är 123.
Terrängen runt Kheskok är kuperad åt sydväst, men åt nordost är den bergig.Runt Kheskok är det glesbefolkat, med 11 invånare per kvadratkilometer. Närmaste större samhälle är Nīr, 6,2 km öster om Kheskok. Trakten runt Kheskok är ofruktbar med lite eller ingen växtlighet.